# Camera Kids
Pour plus de détails, voir Fiche technique et Distribution.
Camera Kids (Born Into Brothels: Calcutta's Red Light Kids, littéralement « Nés dans un bordel : les enfants du quartier rouge de Calcutta »), est un film documentaire américain réalisé par Zana Briski et Ross Kauffman, sorti en 2004. 
Il obtient l'Oscar du meilleur film documentaire en 2005.

## Synopsis
La vie des enfants de prostituées dans le quartier chaud de Calcutta en Inde.

## Fiche technique
- Titre : Camera Kids
- Titre : Born Into Brothels: Calcutta's Red Light Kids
- Réalisation :	Zana Briski, Ross Kauffman
- Scénario :  Zana Briski, Ross Kauffman
- Photographie : Zana Briski, Ross Kauffman
- Montage : Nancy Baker, Ross Kauffman
- Musique : John McDowell
- Effets visuels : Bruno George
- Son :  Daniel Baruch
- Producteurs : Zana Briski, Ross Kauffman
- Producteurs associés : Andrew Herwitz, Ellen Peck
- Producteur exécutif : Geralyn White Dreyfous
- Sociétés de production :  Red Light Films, HBO/Cinemax Documentary, Creative Visions, Sundance Institute Documentary Fund, Think Films
- Société de distribution :  Think Films
- Pays de production :   États-Unis
- Langue :  Bengali, Anglais
- Format : Couleur — 35 mm — 1,37:1 — Son : Dolby Digital
- Genre :  Film documentaire
- Durée : 85 minutes (1 h 25)
- Dates de sortie :
  -  États-Unis : 17 janvier 2004	(Festival du film de Sundance) / 10 juin 2004 (Festival international du film de Newport)
  -  Canada : 26 septembre 2004 (Cinefest Sudbury International Film Festival)
  -  États-Unis : 8 octobre 2004	(Festival international du film de Chicago) / 8 décembre 2004 (New York City, New York)
  -  Liban : 1er novembre 2004 (Beirut Docudays Documentary Festival)
  -  Royaume-Uni : 28 avril 2005 (Festival de Raindance)
  -  Taïwan : 29 juin 2005 (Festival du film de Taipei)
  -  France :	26 septembre 2004  (Festival du cinéma américain de Deauville)

## Distribution
- Kochi
- Avijit Halder
- Shanti Das
- Manik
- Puja Mukerjee
- Gour
- Suchitra
- Tapasi
- Mamuni

## Distinctions
- Prix du public du Festival de Sundance 2004
- Oscar du meilleur film documentaire 2005